# Francja na Letnich Igrzyskach Paraolimpijskich 1968
Francja na Letnich Igrzyskach Paraolimpijskich 1968 w Tel Awiw rozgrywany był dniach 4-13 listopada 1968 roku w Izraelu. Reprezentowało w nim 55 zawodników: 41 mężczyzn i 14 kobiet. Reprezentacja Francji zdobyła 32 medale: 13 złotych, 10 srebrnych i 9 brązowych. Zajęli 2. miejsce w klasyfikacji medalowej.